# Tim Bergmeister

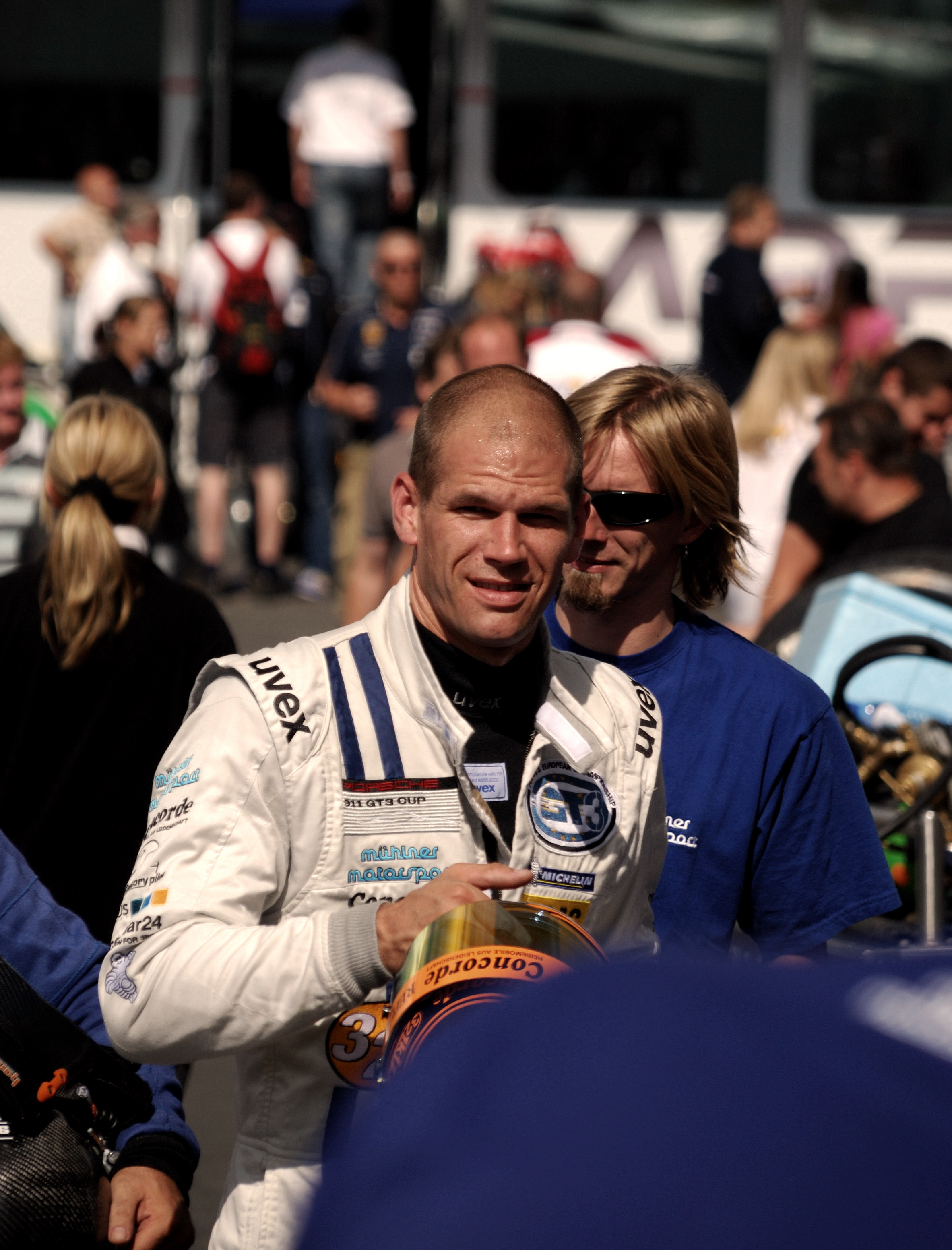
Tim Bergmeister (2009)

Tim Bergmeister (* 6. Februar 1975 in Langenfeld) ist ein deutscher Rennfahrer und wurde 2008 Meister der ADAC GT Masters. Er ist der Sohn des ehemaligen Rennfahrers Willi Bergmeister und Bruder des Rennfahrers Jörg Bergmeister.
Der gelernte Kfz-Techniker-Meister lebt in Langenfeld, ist verheiratet und hat einen Sohn.

## Karriere
- 2014 Super GT
- 2012 Super GT
- 2011 Super GT
- 2010 ADAC GT Masters
- 2009 ADAC GT Masters
- 2008 ADAC GT Masters (Meister),  FIA GT3-Europameisterschaft
- 2007 ALMS, VLN & 24h Nürburgring, 24h Tokachi
- 2006 Le Mans Series, ALMS, Porsche Supercup
- 2005 Porsche Supercup
- 2004 Porsche Supercup
- 2003 Porsche Supercup, FIA GT, N-GT Klasse
- 2002 Porsche Carrera Cup
- 2001 Porsche Supercup, Porsche Carrera Cup
- 2000 Porsche Carrera Cup
- 1999 Barber Dodge Pro Series (USA)
- 1998 Formel 3 (D)
- 1997 Formel 3 (D)
- 1996 Formel 3 (D)
- 1995 Formel 3 (D) B-Cup Vizemeister, 5 Siege
- 1994 Formel 3 (D) B-Cup Platz 3, 2 Siege
- 1993 Formel Opel
- 1992 Formel Junior und König (D)
- 1991 Formel König, Meister Youngster Cup
- 1979–1990 Kart

## Statistik

### Sebring-Ergebnisse
| Jahr | Team                     | Fahrzeug            | Teamkollege    | Teamkollege      | Platzierung | Ausfallgrund |
| ---- | ------------------------ | ------------------- | -------------- | ---------------- | ----------- | ------------ |
| 2006 | Petersen White Lightning | Porsche 996 GT3-RSR | Niclas Jönsson | Jörg Bergmeister | Rang 16     |              |
| 2007 | Petersen White Lightning | Ferrari F430GT      | Tomáš Enge     |                  | Ausfall     | Wagenbrand   |